# Gare de Villeneuve-la-Comtesse
Gare de Villeneuve-la-Comtesse vasútállomás Franciaországban, Villeneuve-la-Comtesse településen.

## Vasútvonalak
Az állomást az alábbi vasútvonalak érintik:
- Chartres–Bordeaux-vasútvonal

## Kapcsolódó állomások
A vasútállomáshoz az alábbi állomások vannak a legközelebb:
- Gare de Prissé-la-Charrière
- Gare de Loulay